# Deniz Seki
Deniz Seki˙(Istanbul, 1. srpnja 1970.) je turska pop pjevačica. 

## Diskografija

### Albumi
- 1997.: Hiç Kimse Değilim
- 1999.: Anlattım
- 2002.: Şeffaf
- 2003.: Aşkların En Güzeli
- 2005.: Aşk Denizi
- 2008.: Sahici

## Vanjske poveznice
- Službena stranica